# Marianne Fritz
Pour les articles homonymes, voir Fritz.
Marianne Fritz, née Frieß le 14 décembre 1948 à Weiz, en Styrie, et morte le 1er octobre 2007 à Vienne, est une femme de lettres autrichienne.

## Biographie
Dès Die Schwerkraft der Verhältnisse (La Gravité des circonstances), son premier roman, publié en 1978, Marianne Fritz est distinguée par le Prix Robert Walser. Stéphanie Lux traduit ce roman en français en 2022 sous le titre Le Poids des choses.
Elle a travaillé pendant plus de trente ans à son œuvre en prose La Forteresse, qui a pour thème l’Autriche du XXe siècle. Elle a ajouté en 1996 et 1998 deux nouvelles parties sous forme de deux romans Naturgemäß I et II (Naturellement I et II) qui comptent ensemble environ 5 000 pages.
La lecture des œuvres de Marianne Fritz exige beaucoup d'attention : les verbes auxiliaires et les articles sont souvent omis, les mots insolites sont fréquents, la ponctuation est assez lâche.
Dans les années 1970, Marianne Fritz a été mariée avec l'écrivain Wolfgang Fritz. 
Elle est décédée à l'âge de 58 ans d'une maladie du sang à l'hôpital public de Vienne.

## LeFritzpunkt
Depuis 2002, le théâtre municipal de Vienne organise sous le nom de Fritzpunkt une série de lectures, de présentations et de réflexions publiques à partir des travaux de Marianne Fritz.
La Fritz-Manöver (Manœuvre Fritz), un exercice pour les situations d'urgence, est le dernier exemple en date de ces manifestations : 1 357 personnes se sont rassemblées le 11 septembre 2006, près de Vienne, pour lire simultanément chacun une double page du roman Naturgemäß II afin que la totalité du roman puisse être lue en moins de 10 minutes.

## Œuvres
- Die Schwerkraft der Verhältnisse; Francfort sur le Main, S. Fischer 1978 Le Poids des choses, Montréal, Le Quartanier, 2022 ; réédition, Paris, Le Livre de Poche, coll. « Biblio » no 37417, 2023  (ISBN 978-2-253-24690-9)
- Das Kind der Gewalt und die Sterne der Romani; Francfort-sur-le-Main,  S. Fischer 1980. (L’Enfant de la violence et les étoiles des romani), 550 pages.
- Was soll man da machen. Ein Einführungsband zum Roman „Dessen Sprache du nicht verstehst“;  Francfort sur le Main, Suhrkamp 1985.
- Dessen Sprache du nicht verstehst (3 tomes); Francfort sur le Main, Suhrkamp 1985.(Dont tu ne comprends pas la langue)
- Naturgemäß I. Entweder Angstschweiß Ohnend oder Pluralhaft  (5 tomes);Francfort sur le Main, Suhrkamp 1996.
- Naturgemäß II. Es ist ein Ros entsprungen / Wedernoch / heißt sie (5 tomes); Francfort sur le Main, Suhrkamp 1998.

## Distinctions
- 1978 : Prix Robert Walser
- 1979 : Prix d'encouragement de littérature de la ville de Vienne
- 1986 : Prix de littérature de Rauris (Banques autrichiennes des Länder)
- 1988 : Prix de littérature du Land de Steiermark
- 1989 : Prix d'encouragement d'art et de littérature du ministère fédéral pour l'éducation
- 1994 : Prix d’appréciation de littérature de la Ville de Vienne
- 1999 : Prix Peter Rosegger
- 2001 : Prix Franz Kafka de la ville de Klosterneuburg et de la société de littérature autrichienne Franz Kafka